# Юхары баш
Юхары баш (азерб. Yuxarı Baş) — историко-архитектурный заповедник в верхней (возвышенной) исторической части города Шеки в Азербайджане. Это наиболее древняя часть города Шеки. Площадь заповедника — 283 га, директором является Тарана Абдуллаева.
Заповедная часть включает Шекинскую крепость с расположенным в ней Дворцом шекинских ханов, главную торговую улицу, вдоль которой размещены караван-сараи и лавки ремесленников. Вокруг этой торговой улицы концентрируются жилые кварталы — мехелле, сохранившие старые названия: Гилейли, Гырычы, Гуллар, Дулузлар, Агванлар, Отаг-Эйши, Сары-торпаг и др. В заповедную часть вошли также Дом Шекихановых, мечети с минаретами и бани.
«Юхары баш» был объявлен архитектурным заповедником 6 марта 1968 года Постановлением Совета Министров Азербайджанской ССР. С 2001 года историческая часть города являлась кандидатом от Азербайджана на внесение в список Всемирного наследия ЮНЕСКО, а 7 июля 2019 года историческая часть города наряду с Дворцом шекинских ханов на 43-й сессии Комитета Всемирного наследия были включены в список Всемирного наследия ЮНЕСКО.

## История

Вид на «Юхары баш» (конец XIX — начало XX века)

Исследователи считали, что Нуха — это древний город Шеки. Но на основании анализа исторических источников и натурного обследования было выяснено, что Шеки и Нуха разные населённые пункты. Город Шеки был расположен гораздо ниже в Кишском ущелье. В 1772 году сильным наводнением реки Киш город Шеки был снесён до основания. Его жители переселились в Нуху, которая находилась на сто метров выше беспокойной реки. Впоследствии Нуха сильно развилась и расширилась. Здесь же была построена крепость — цитадель.
Текущая с востока река Гурджаначай делит город на две части — северную возвышенную и южную, которая расположена в долине. В связи с формированием торгового центра, город начал развиваться по одну сторону реки. Реки Гурджаначай и Дайирман-арх (в западной части города) являлись источниками орошения и водоснабжения. Впоследствии на месте слияния этих рек был организован новый городской центр с площадью. Река Гурджаначай являлась естественным организующим элементом архитектурно-планировочной структуры города, а река Дайирман-арх служит второстепенной осью города.
В плане Нухи (название Шеки до 15 марта 1968 года) 1852 года указано деление города на районы — мехелле: А. Юхары баш, В. Ганджали мяглясы, С. Дабахи, D. Пайдумлы, Е. Чайкрах, F. Тазакянт, G. Когнякянт. «Юхары баш» называлась верхняя часть города, где располагалась крепость.
Создан был заповедник на основе Постановления ЦК КП Азербайджанской ССР № 206 от 23 апреля 1967 года и Постановления Совета Министров Азербайджанской ССР № 594 от 24 ноября 1967 года. Границы заповедника утверждены Кабинетом Министров Азербайджанской Республики, Министерством культуры и туризма Азербайджанской Республики, Комитетом по земле и картографии Азербайджанской Республики и Национальной академией наук.
6 марта 1968 года Постановлением Совета Министров Азербайджанской ССР № 97 «Юхары баш» был объявлен архитектурным заповедником. 
24 октября 2001 года историческая часть города Шеки вместе с Дворцом шекинских ханов была представлена в качестве кандидата от Азербайджана на внесение в список Всемирного наследия ЮНЕСКО.
На декабрь 2022 года ведутся реставрационные работы.

## Улицы
Улицей, которая направляется от крепости вдоль реки Гурджаначай (улица Мирзы Фатали Ахундова), представлен торгово-рыночный комплекс. Эта улица являлась протяжённым городским центром и была характерным элементом городской структуры. Размещение торгового центра на этой улице связано с тем, что город был связан караванными путями с торговыми центрами соседних стран. Также эта улица, шедшая от крепости, подчёркивала значение размещённого в крепости Дворца шекинских ханов. Одним из преимуществ направления торговой улицы с северо-востока на юго-запад было то, что оно обеспечивало оптимальную ориентацию застройки, выходящей на улицу, в любое время дня же здесь солнце не слепило глаза пешехода. Торговая улица упоминается в описании Арнольда Зиссермана (середина XIX века):
Главная улица, тянущаяся в гору на расстоянии почти двух верст, оживлена множеством лавок и мастерских, в которых по азиатскому обычаю работы производятся открыто, нередко перед кучкой праздных зрителей.
В связи с единовременностью строительства улицы в городе были проложены в короткий срок. Главная продольная улица, которая шла параллельно реке Гурджаначай, соединяла наиболее значительные архитектурные комплексы города. Данная ось города гармонично прослеживает линию реки. Вокруг этой торговой улицы концентрируются жилые кварталы, которые плотно прилегают друг к другу. Сетка же улиц, которая их разделяет, составляет непрерывный и неопределённый узор.
Улицы в «Юхары баш» представляют большой исторический и архитектурно-художественный интерес, несмотря на общую сложность и разветвлённость сети. В этом плане первое место принадлежит центральной улице (ныне ул. Ахундова, ранее — ул. Шеки) Застройка улиц ограничена по высоте. Это обеспечивало целостность ансамблевого решения. Среди улиц в заповеднике можно назвать также улицы ныне им. Фатали Хана Хойского, Агванлар, Нуреддина, Накем, Гянджляр, Гилейли, Сары-торпаг, 20 января, им. Ахвердиева и др.
От главных улиц ответвляется густая сеть узких улочек, переулков и тупиков. Над ними переплетаются кроны деревьев. Данная запутанная сеть сложилась в связи с местными природными условиями. На карте улиц (илл.) можно проследить направленность второстепенных улиц города к реке, как важнейшему для хозяйственной деятельность основного населения элементу. Ремесленные районы в свою очередь тяготели к главной торговой магистрали. Улицы же средневекового города были достаточно широкими.

Улицы в «Юхары баш»
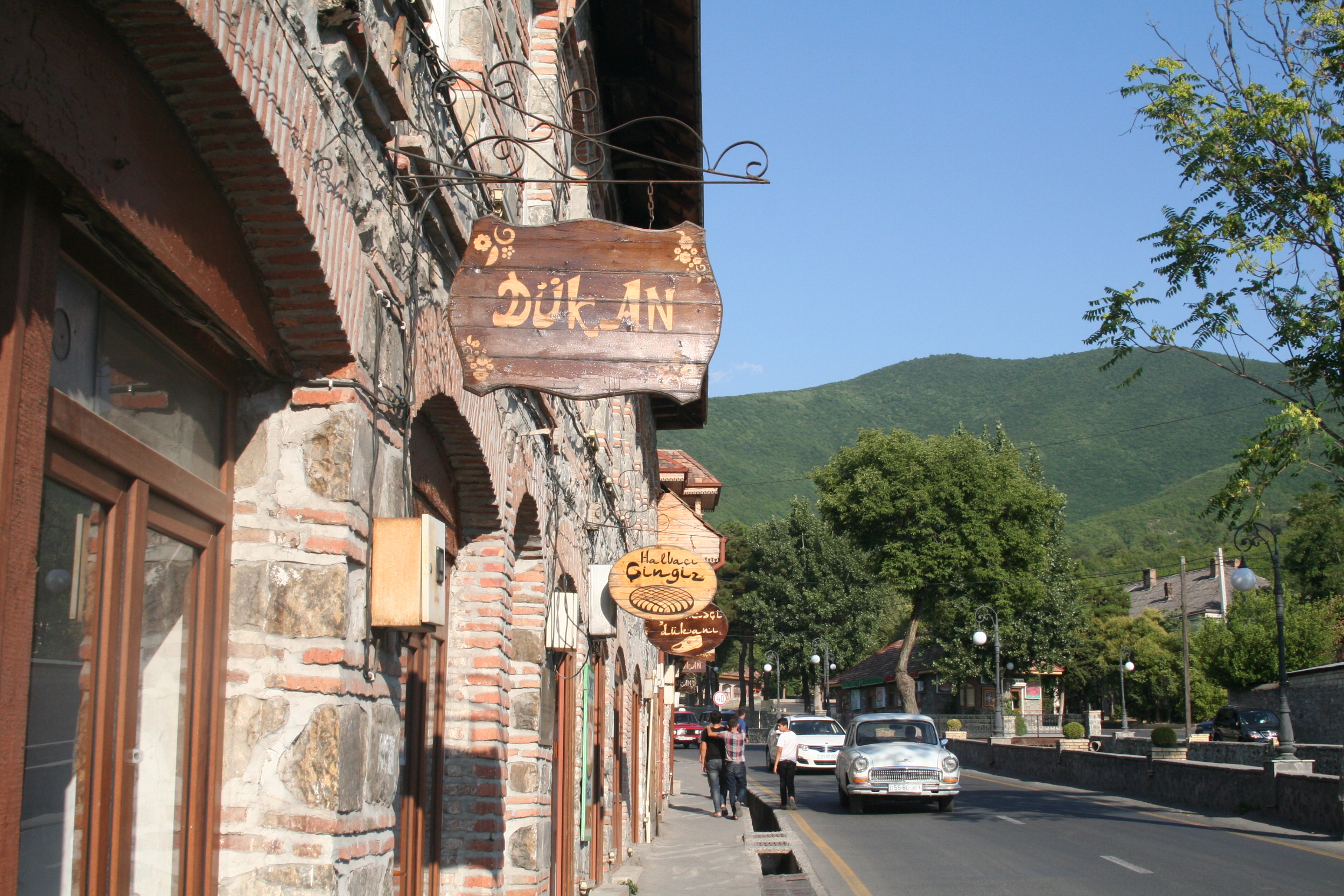
Главная центральная улица (им. Ахундова)
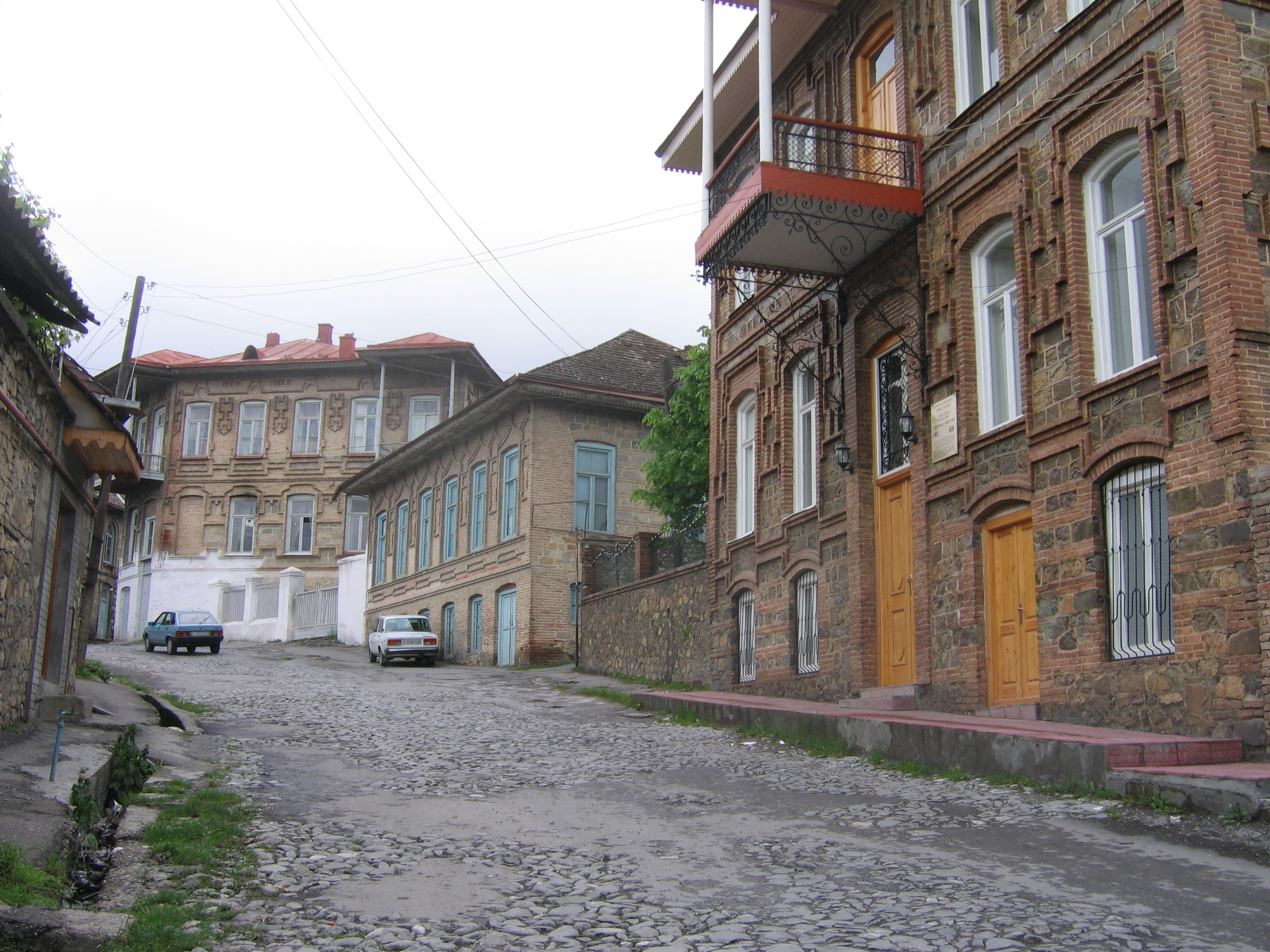
Улица Фатали Хана Хойского
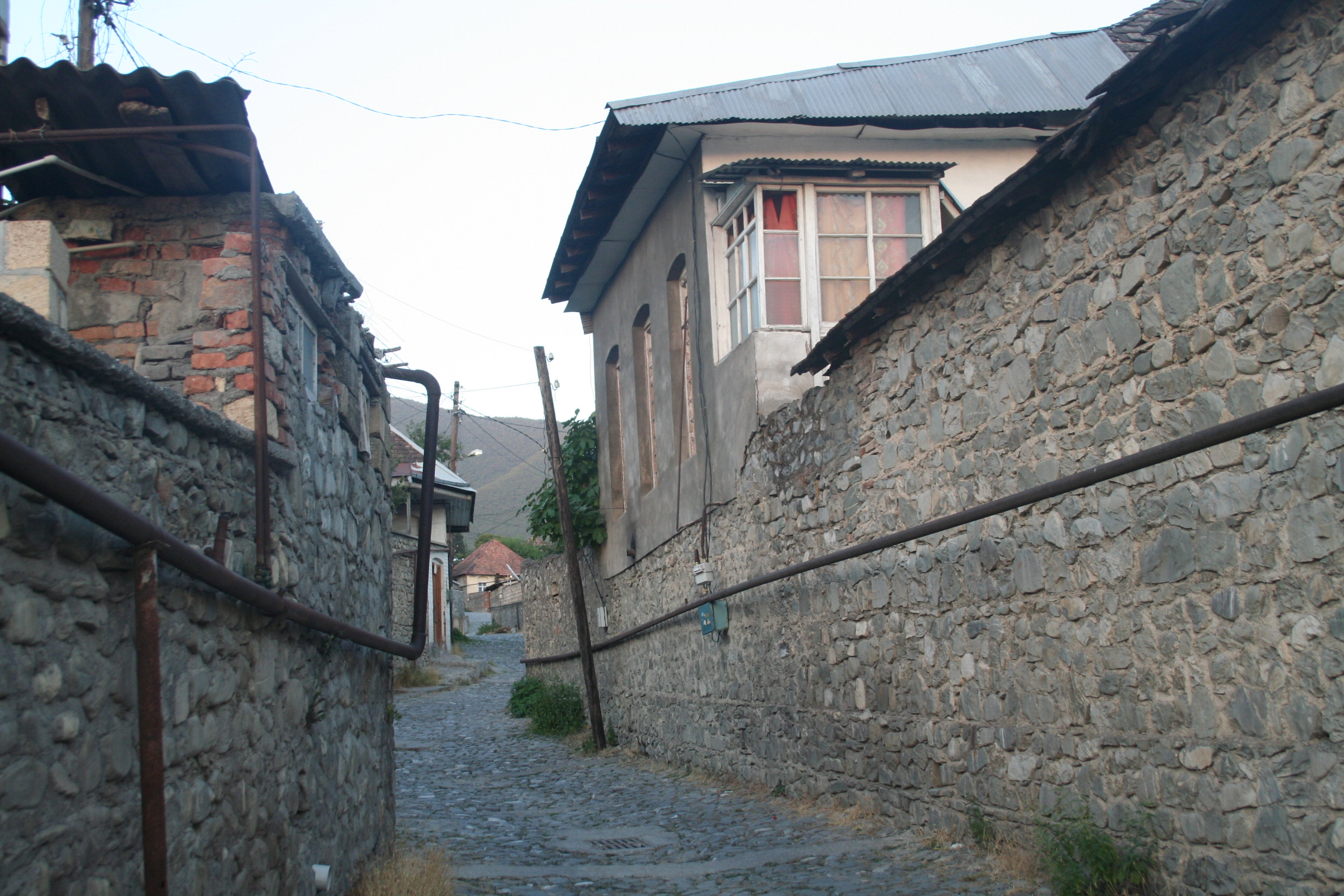
Улица Сары-торпаг
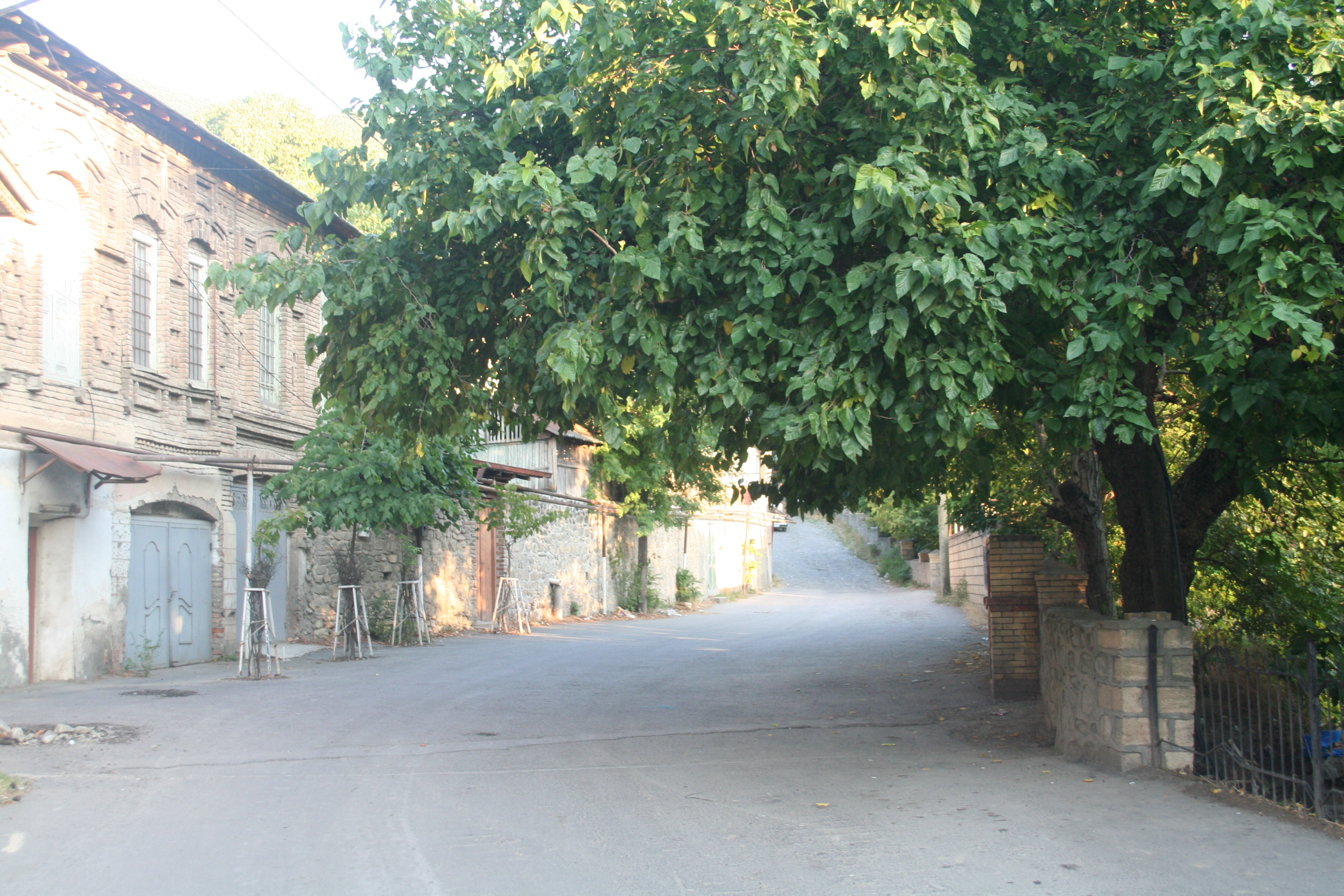
Улица Мешади Азизбекова

## Памятники архитектуры

### Крепость

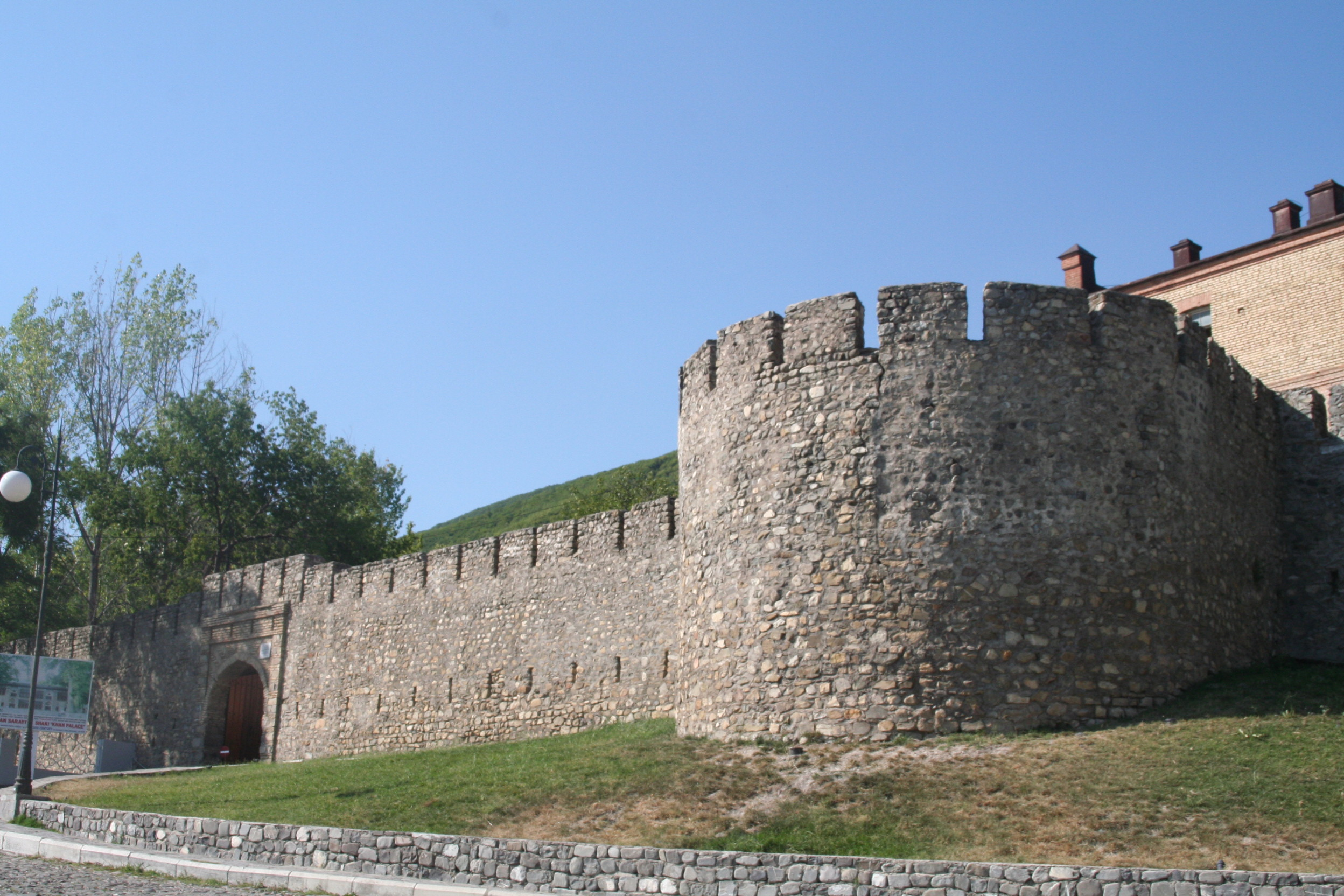
Крепостные стены и оборонительные башни крепости в наши дни

В верхней части города, на территории заповедника расположена Шекинская крепость, представляющая собой ханскую цитадель. Крепость являлась планировочным центром города и расположена на одном из городских холмов Шеки. Укрепление, которое было возведено в 1790 году, представляет собой в плане многоугольник сложный конфигурации. Каменные стены крепости защищены выступающими башнями и снабжены бойницами. Стены крепости впоследствии неоднократно перестраивались. В период кавказских войн некоторые башни были перестроены, а общая высота стен увеличена.
Как с военностратегической, так и в силу благоприятного микроклимата этой части территории города, расположение крепости удачное. В связи с характером рельефа территории, которую занимает крепость, контуры стен весьма урезаны. Общая длина крепостных стен 1300 метров, высота северной стены — 4 м, а южной — 8 м. Толщина стен — 2,2 м. И с южной и с северной стороны имеются двое ворот. До нашего времени крепостные стены дошли в разрушенном состоянии, но в 1958-63 гг. крепость была реставрирована.
В плане крепости, датированном 1853 годом, внутри показано большое количество сооружений. Согласно этому плану «С показанием существующих и вновь предполагаемых строений от 26 февраля 1853 г.» число сооружений внутри крепости к моменту составления плана доходило до сорока. С тех пор в застройке крепости произошёл ряд изменений, но они не были столь кардинальными чтобы значительно изменить общую планировочную структуру комплекса. Изменения, в основном, сводились к приспособлению некоторых зданий для нужд военного гарнизона, а также к строительству небольших помещений в хозяйственных целях. Сравнение этого плана с ранее опубликованным описанием крепости, составленным в 1819 году, показывает, что основными компонентами застройки цитадели были различные жилые покои семьи хана.

#### Дворец шекинских ханов

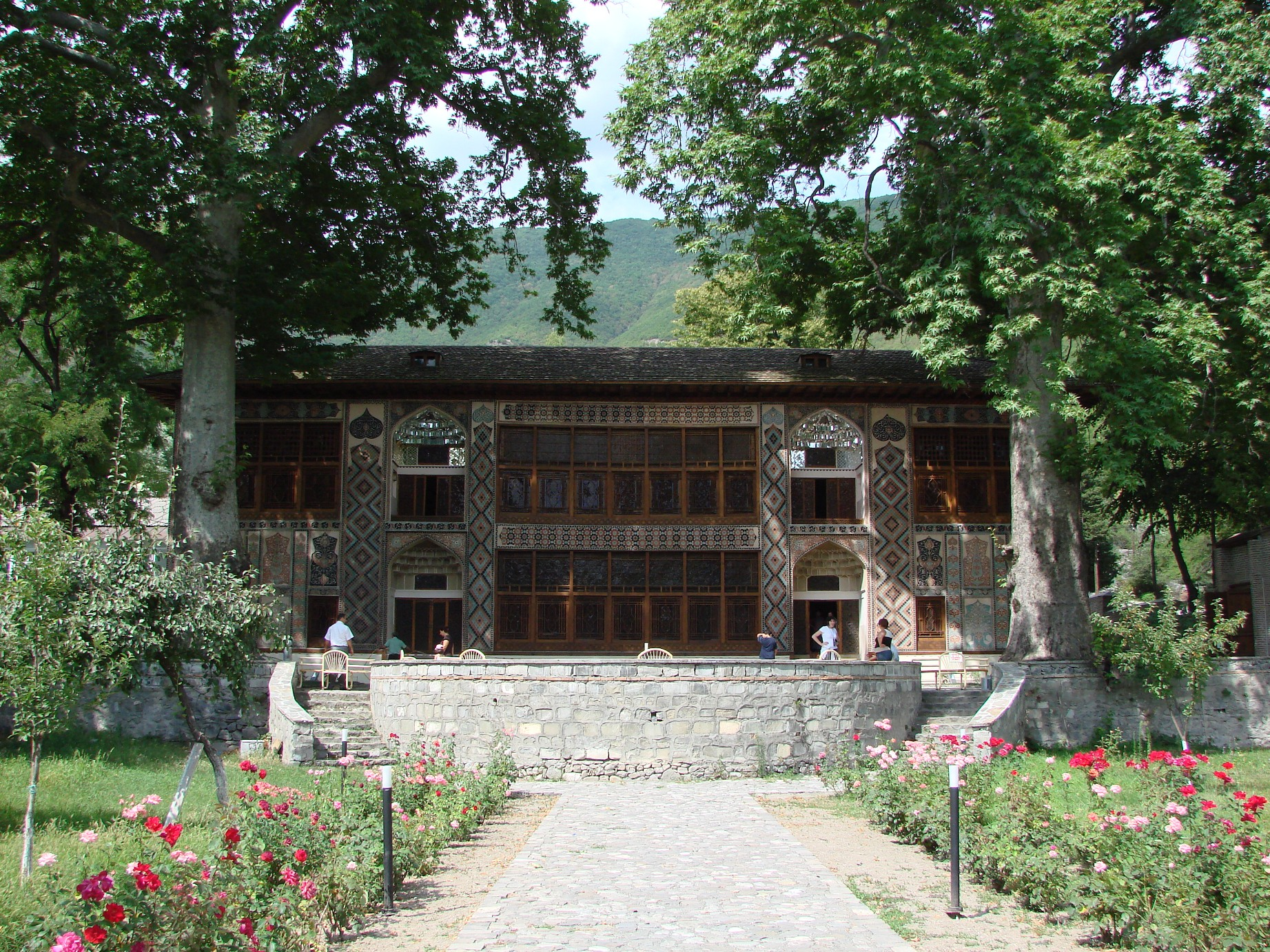
Дворец шекинских ханов в крепости

Самым значительным архитектурным памятником XVIII века в Шеки считается Дворец шекинских ханов. Датой строительства дворца принято считать 1797 год. Сооружён был дворец Хадали-Зейнал-Абдином из Шираза в персидском стиле. По другой версии дворец был возведён в 60-х годах XVIII века Гусейн ханом Муштагом, а архитектором был Аббас-Кули, имя которого сохранилось на стенах дворца. Дворец представляет собой двухэтажное здание с главным фасадом, который обращён к югу. Богатством архитектурного декора этот фасад резко отличается от остальных. Планы этажей одинаковы. В очень простой композиции плана дворца очень проста имеются три помещения, расположенные в один ряд. Эти помещения отделены друг от друга прихожими.
В архитектуре дворца отмечается синтез различных видов народного прикладного искусства а также высокий уровень развития строительной техники. Архитектура здания имеет немало сравнительно близких аналогий. Это архитектурно-художественный круг, стилистически связанный с ереванским дворцом Сердара и позднесефевидскими садовопарковыми павильонами, а генетически с жилой архитектурой Шеки, где сохранились промежуточные звенья, примером которых может служить расположенная неподалёку уменьшенная копия приёмных покоев — дом Шекихановых.
Главный фасад богато декорирован, здесь выполнены «в цвете» способом сграффито и цветной рельефной штукатуркой геометрический и растительный орнаменты, имеются своды со сталактитами, витражи с шебеке филигранной работы и цветным остеклением. На панно нижнего этажа имеются стилизованные изображения павлинов, обращённых к находящемуся в центре «древу жизни».

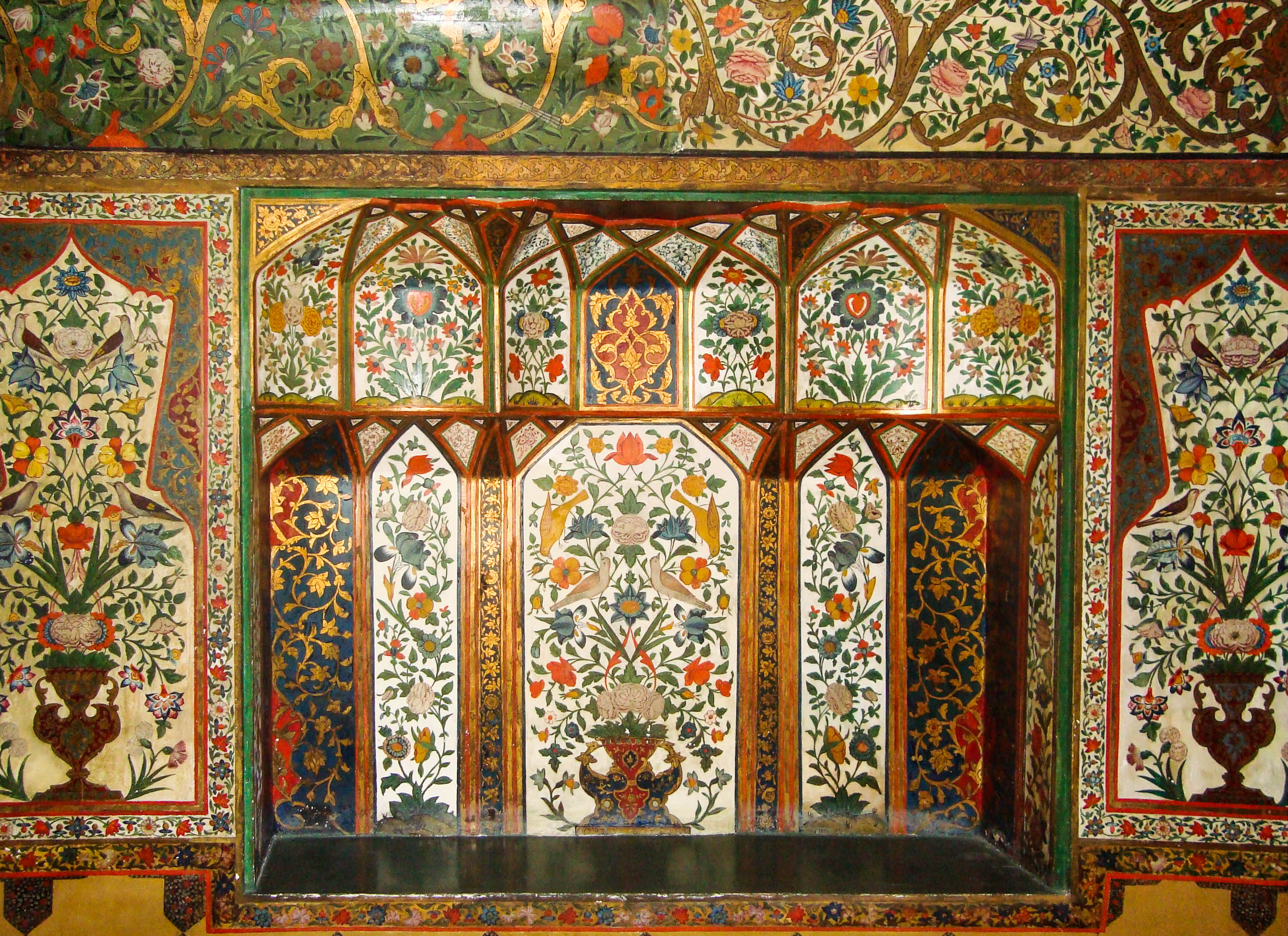
Росписи интерьера дворца

Внутри дворца помещения также сплошь орнаментированы и расписаны; ниши (тахча), бухары, потолки, сталактитовые карнизы, освещение через разноцветные стёкла узорчатых шебеке-витражей — всё это создаёт интерьер пышных дворцовых хором. Считается, что зодчий мастерски сумел при небольшой высоте этажа (всего 3,35 м) декоративными средствами создать иллюзию высоких помещений. Росписи интерьеров разновременны — от выполненных «франкскими» (имеется в виду европейскими) мастерами, которые сохранились в сталактитах плафона нижнего зала, до росписей начала XX века, выполненных известным мастером — Уста Гамбаром, его братом Сафаром и сыном Шукюром из Шуши, а также Али Кули, Курбаном Кули и Джафаром из Шемахи, уста Аббасом Али, вплоть до откровенного лубка. Первоначальные росписи дворца оставили глубокое впечатление у путешественников. Дворец описывали Александр Дюма, Александр Корнилович, Андрей Фадеев, Арнольд Зиссерман, о нём упоминали Лев Толстой, Николай Раевский, Илья Березин, Элизе Реклю и др. Так, например, побывавший в этих краях генерал Николай Раевский в 1826 году писал: «…Там имеется дворец прежних ханов этого края, который очень красив и о котором Бахчисарайский дворец даёт только слабое представление…».

#### Ханские чинары

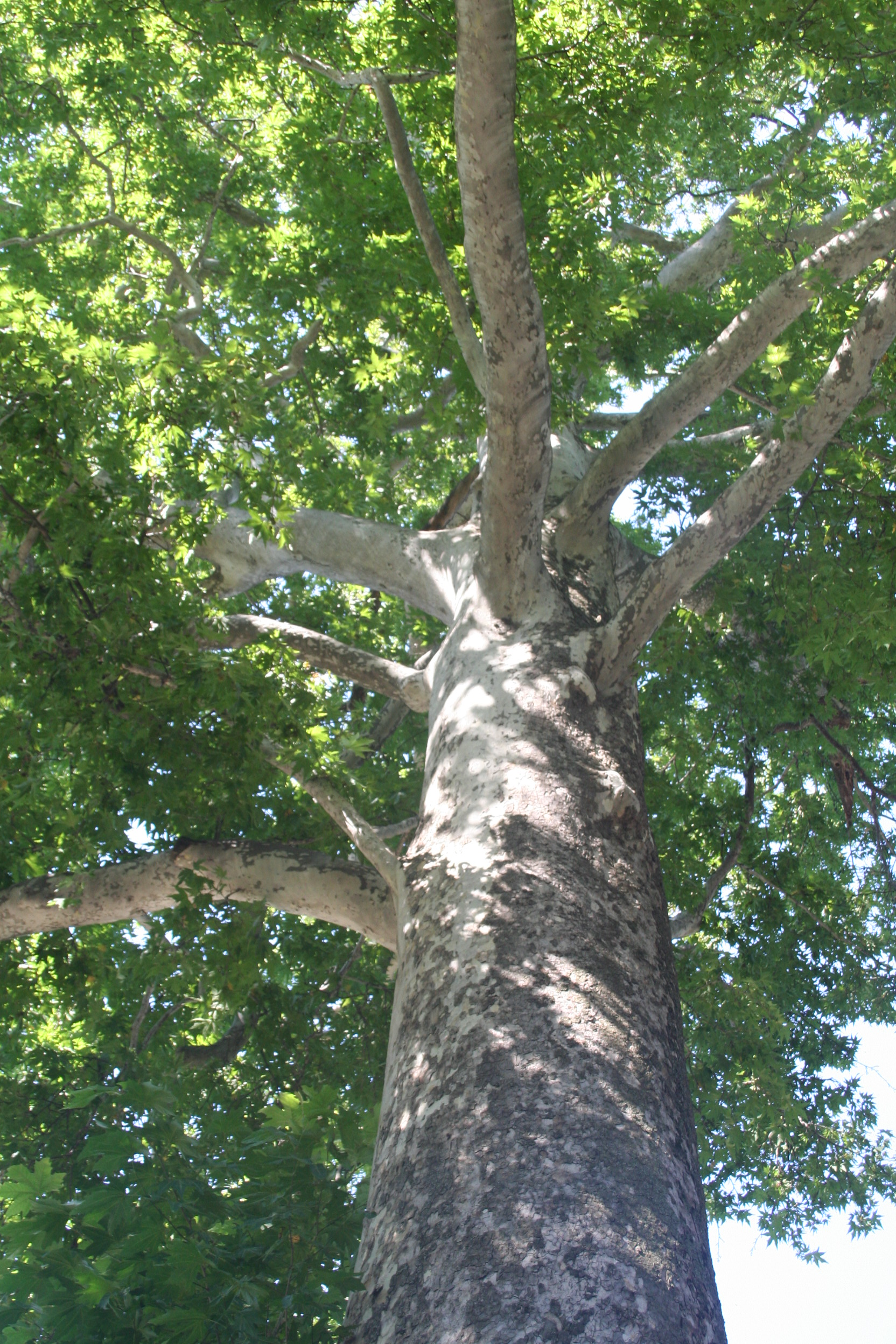
Одна их ханских чинар перед дворцом

Перед главным фасадом Дворца шекинских ханов стоят два высоких чинара (платаны). Согласно информационным табличкам перед каждой из них, чинары были посажены в 1530 году, высота одной — 42 м, диаметр ствола — 13,50 м, а высота другой — 34 м с диаметром ствола в 11,50 м.
Побывавший в конце 50-х годов XIX века в городе французский писатель Александр Дюма сообщал, что чинары, растущие в ханском дворце, имеют возраст за 300 лет, и обхватить у основания их могут лишь человек десять, взявшись за руки. По словам русского краеведа И. Л. Сегаля, на расположенных перед дворцом двух гигантских чинарах Мамед-Гасан-хан вешал приговорённых им к смертной казни людей, сам наблюдая за исполнением своего приговора.
Азербайджанский писатель Сабир Рустамханлы в своей книге «Книга жизни» писал: «Чета стройных чинар, как пара верных часовых, день и ночь стоит на „страже“ дворца…». Согласно директору заповедника Таране Абдуллаевой, роль чинаров в сохранении нынешнего облика дворца высока, поскольку те своими кронами защищали дворец от ветра, дождя и жары.

#### Прочие объекты в крепости
Помимо дворца в крепости, согласно И. Сегалю, были расположены казармы, казначейство, тюрьма и переделанная в 1828 году из ханской мечети православная церковь. Этот памятник, известный ныне как «круглый храм», был построен в XIX веке. Сегодня в этом здании расположен Музей народного прикладного искусства. Во дворе же расположены надгробные камни XIX века похороненных здесь различных исторических личностей.
В 1958 году в Шеки был создан краеведческий музей. Музей, был создан в качестве краеведческого музея Нуха-Закатальского района при помощи коллектива Музея истории Азербайджана. В настоящее время это исторический краеведческий музей имени Рашид-бека Эфендиева, который расположен на территории Шекинской крепости, в одном из старинных зданий. В музее собраны богатые экспонаты, которые относятся к истории Шеки, растительному и животному миру, экономическому и культурному развитию региона, народным ремёслам. История и природные богатства края представлены в шести залах музея на богатом музейном материале. Музей функционирует в здании бывшей казармы, построенной в 1895 году.
В здании бывшей тюрьмы ныне расположено детское отделение Шекинской центральной библиотеки. В бывшем же здании одной из казарм ныне функционирует Шекинская картинная галерея. В другом здании расположен Туристический информационный центр.

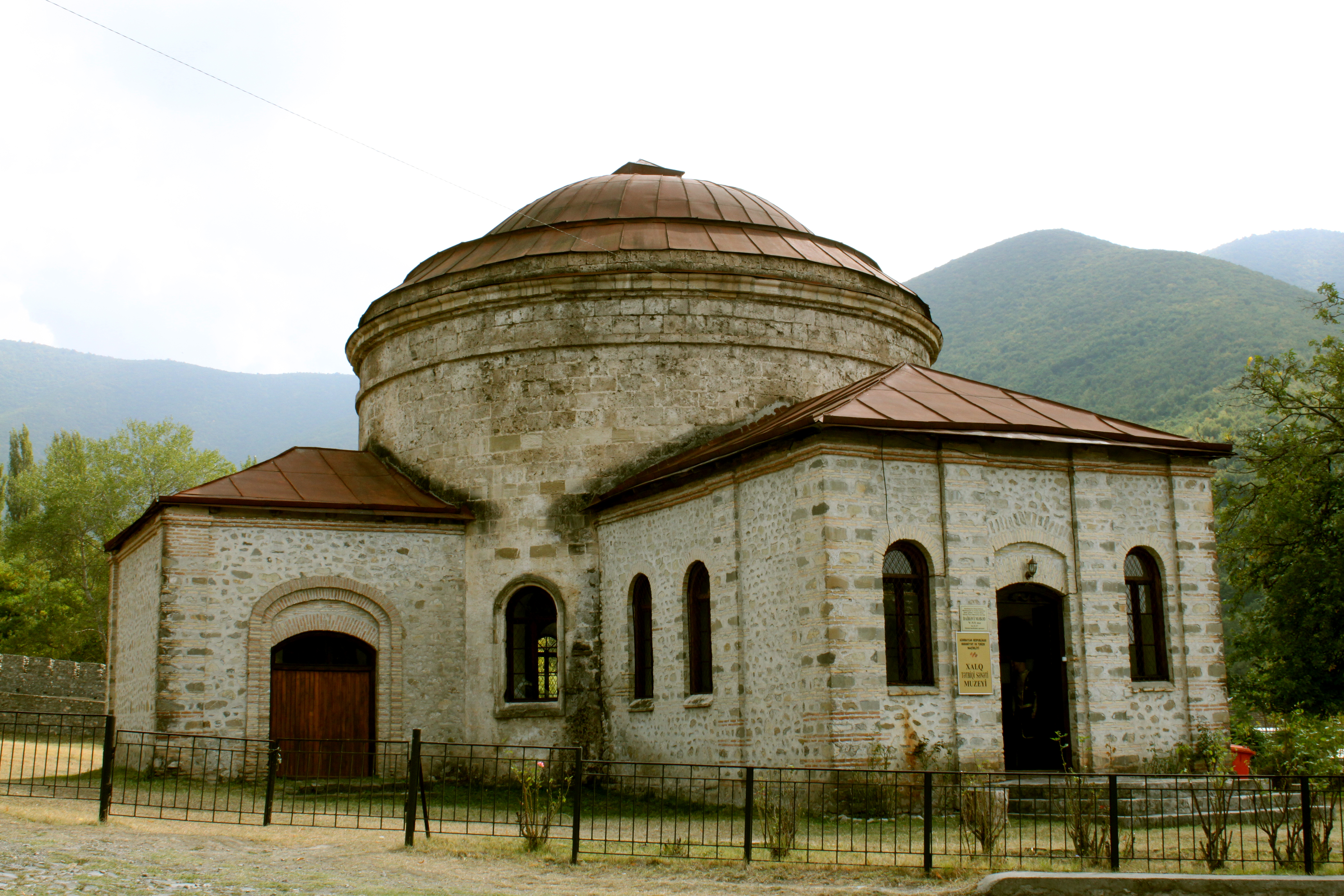
Круглый храм (XIX век)
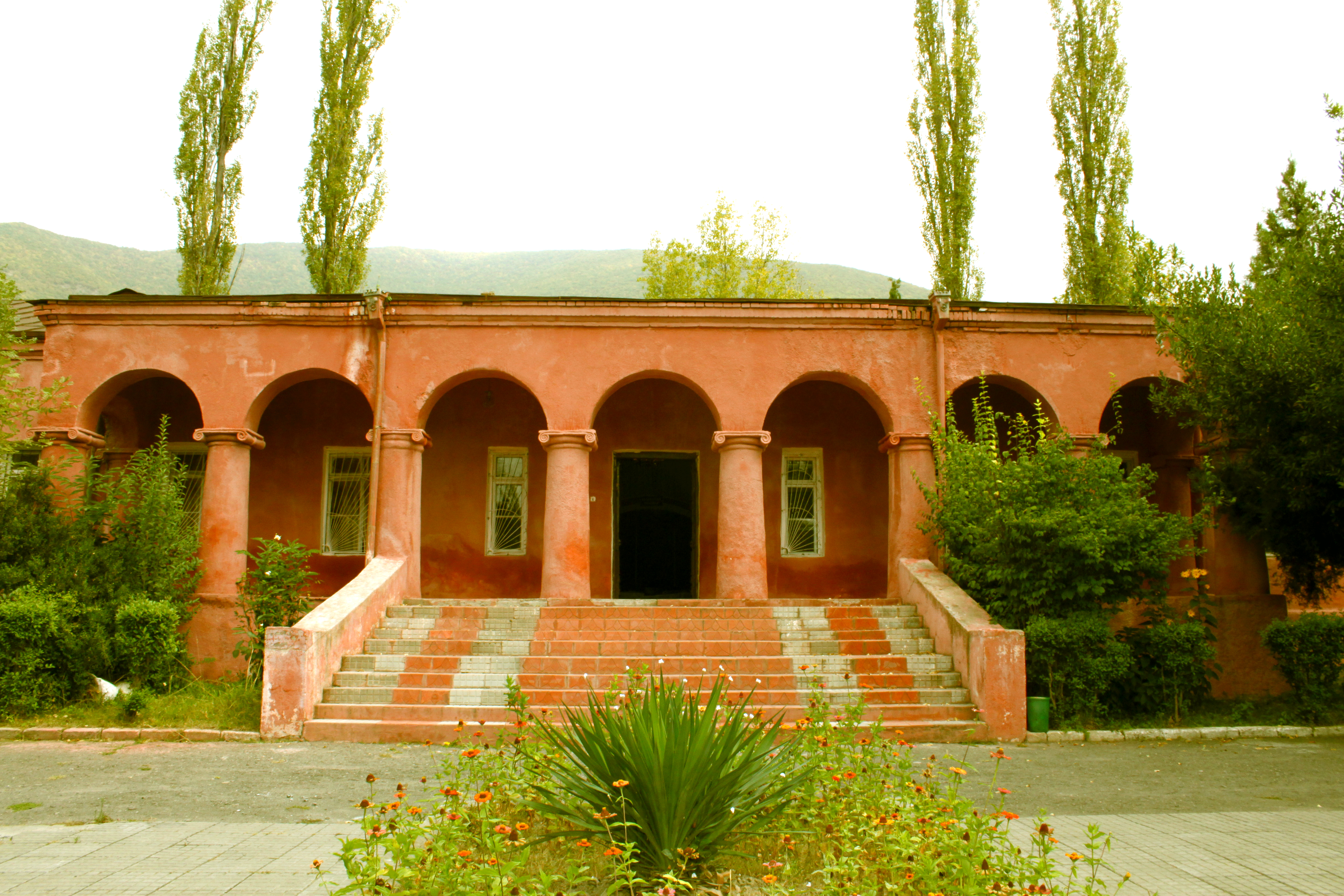
Исторический краеведческий музей
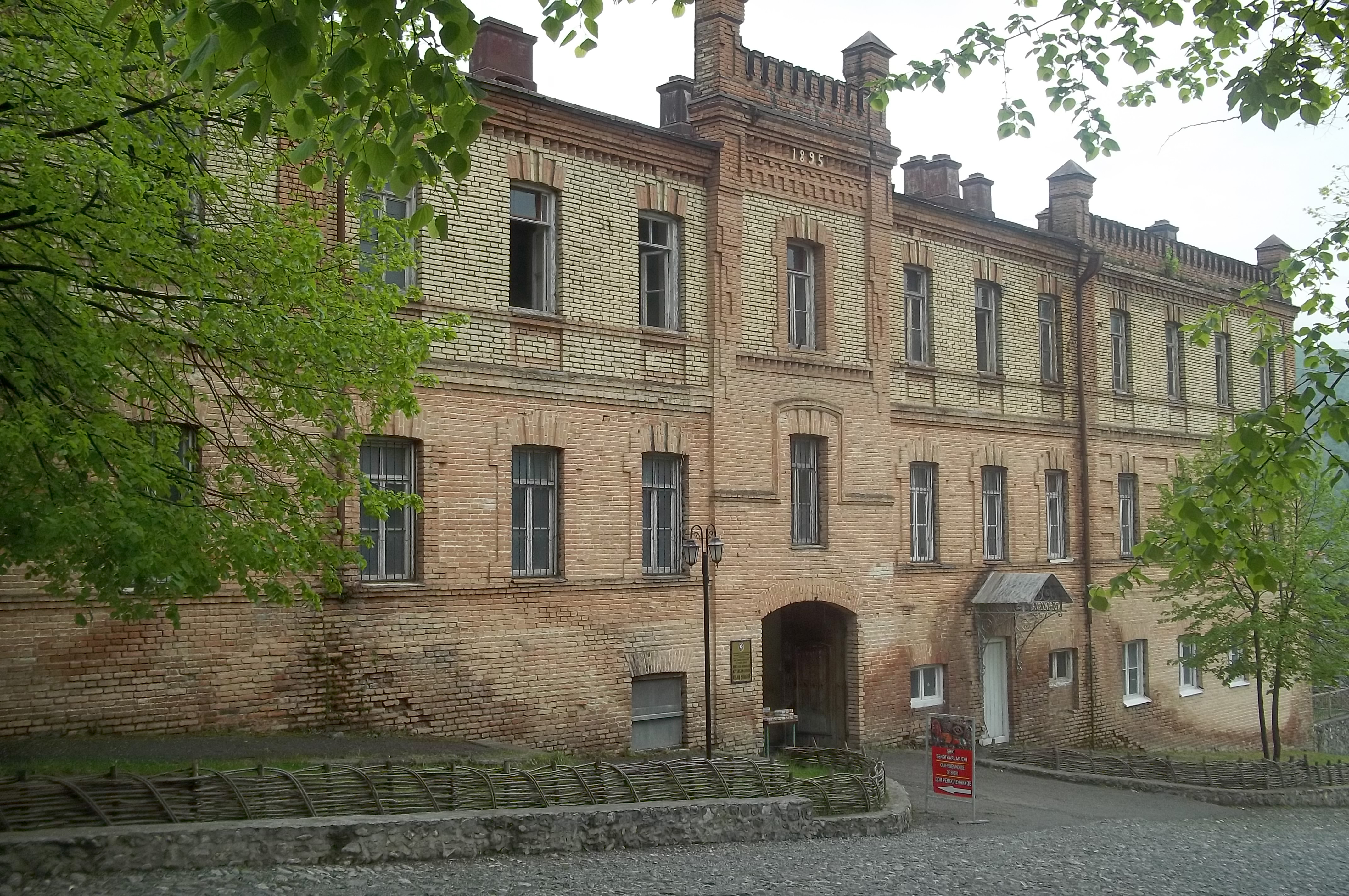
Детское отделение Шекинской центральной библиотеки
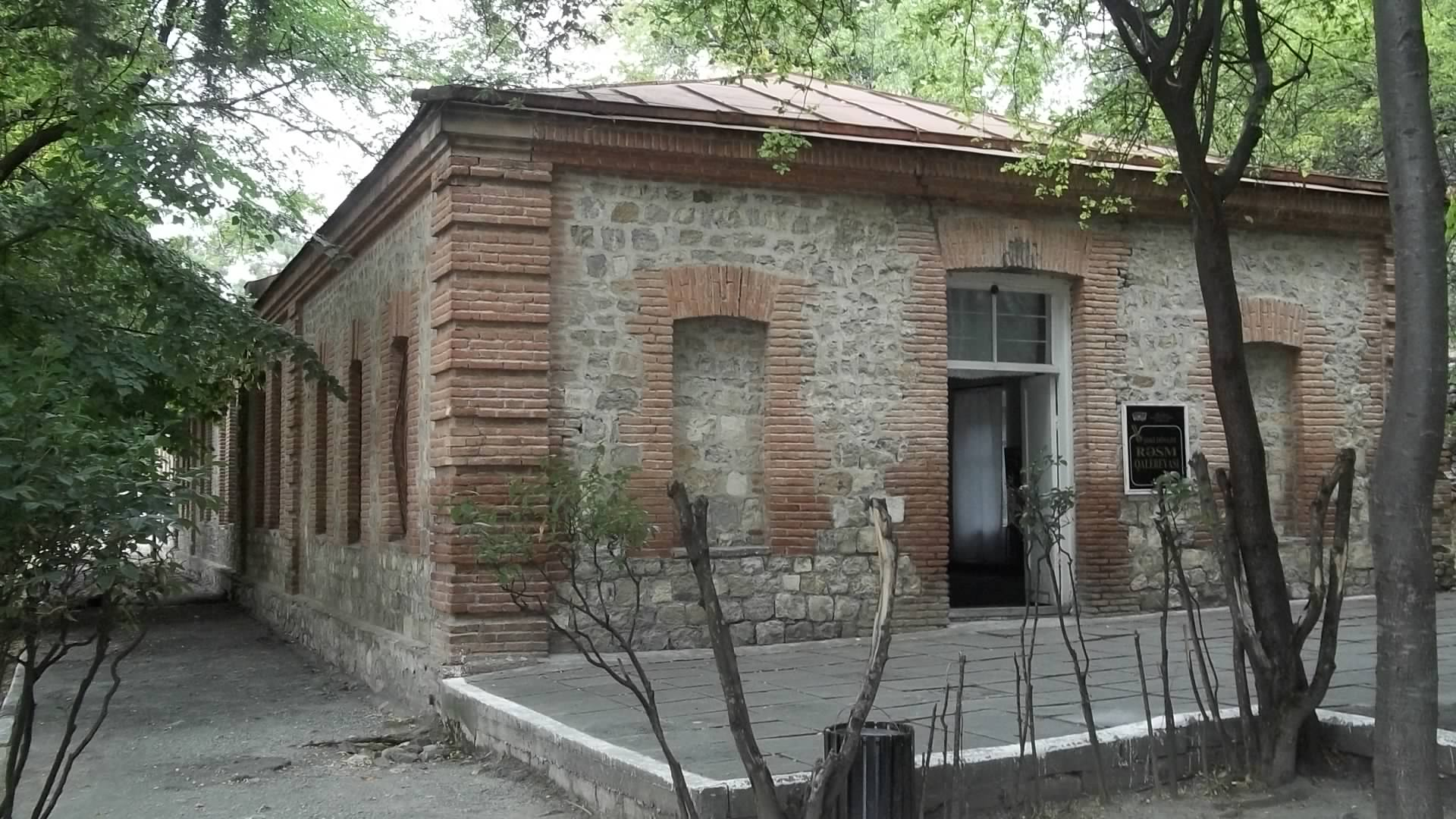
Картинная галерея

### Мечети и минареты

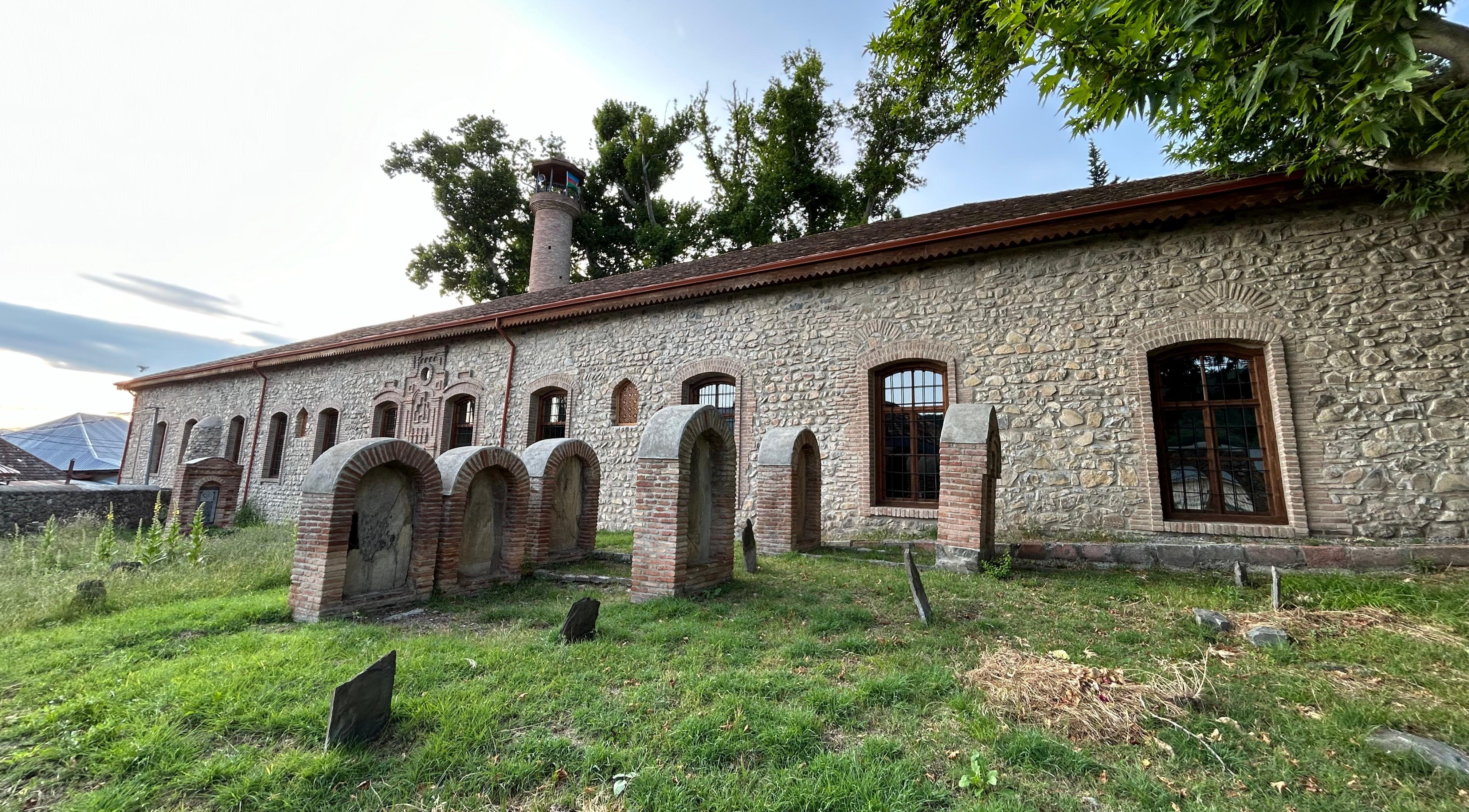
Ханская мечеть
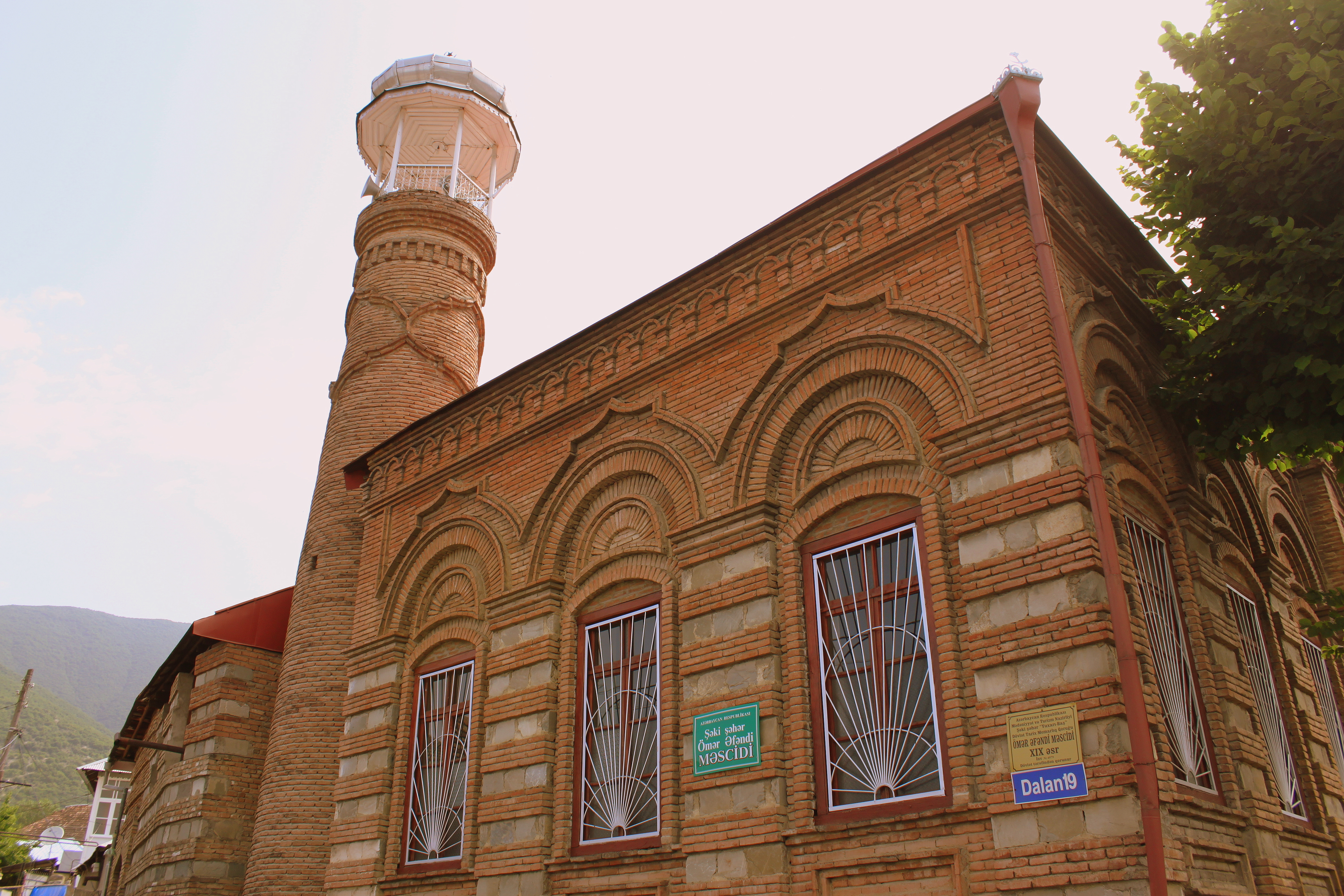
Мечеть Омар Эфенди
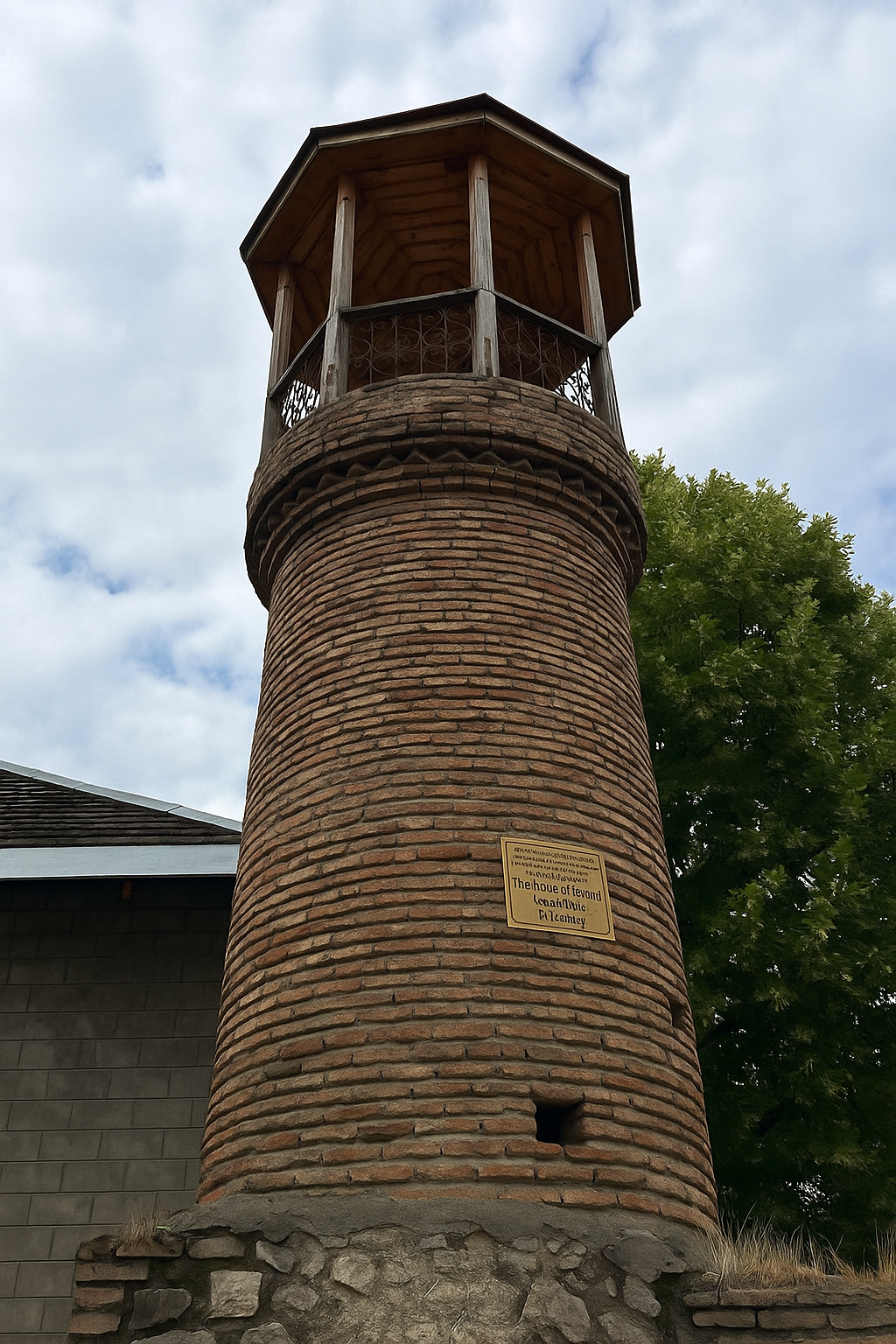
Гедек-минарет
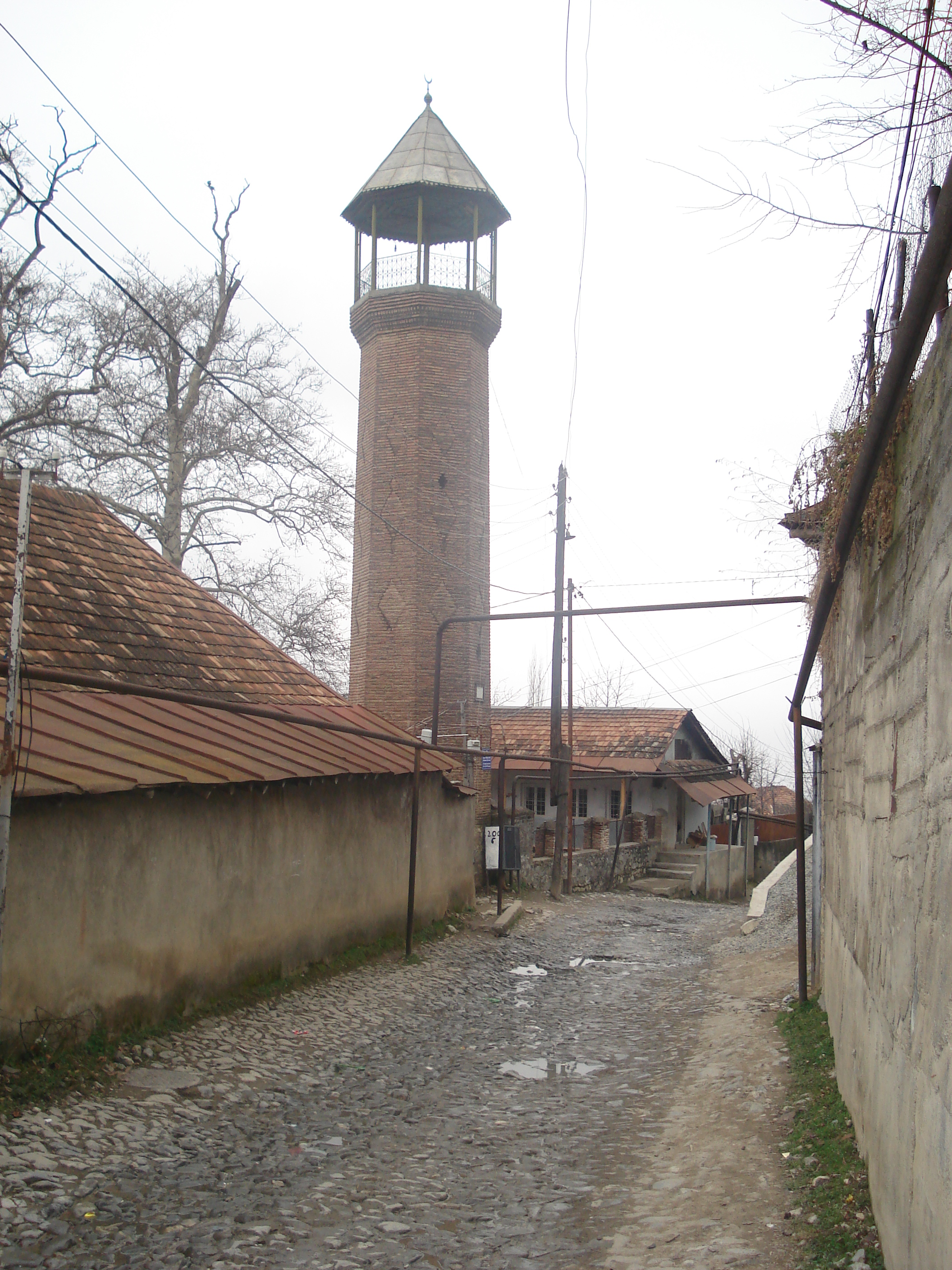
Восьмигранный минарет